# Zorile (okręg Caraș-Severin)
Zorile (ukr. Зоріли) – wieś w Rumunii, w okręgu Caraș-Severin, w gminie Copăcele. W 2011 roku liczyła 382 mieszkańców. 